# Dvärgmalar (Nepticulidae)
Dvärgmalar (Nepticulidae) är en familj i insektsordningen fjärilar som beskrevs av Henry Tibbats Stainton 1854. Larverna lever som minerare på växter.

## Kännetecken
Dvärgmalar är mycket små fjärilar med ett vingspann på mellan 3 och 10 millimeter. De har mer eller mindre vita ögonlock som täcker ögonen i vila. Flygsättet är snabbt och hoppigt och de är svåra att följa med blicken.
Larverna är högst 5 millimeter långa oftast med gul eller grönaktig färg och de saknar ben.

## Levnadssätt
Dvärgmalarnas larver lever som minerare på växter, oftast på blad men ibland i andra delar av växten som till exempel stjälkar, knoppar eller skott. En art lever vanligen på ett fåtal värdväxter och minorna är ofta artspecifika. När larven är fullvuxen kryper den ut ur bladet och firar sig ner till marken i en silkestråd och förpuppar sig där i en spunnen kokong. Vissa arter förpuppar sig dock i minan. De vuxna fjärilarna är svåra att upptäcka på grund av sin litenhet och att de normalt bara lever några dagar. Både dag och nattaktiva arter förekommer. Dvärgmalar parasiteras av parasitsteklar, främst av bracksteklar och finglanssteklar.

## Systematik
Dvärgmalarna bildar tillsammans med ögonlocksmalar överfamiljen Nepticuloidea. Det finns cirka 800 beskrivna arter. I Norden finns närmare 100 kända arter. 

## Bildgalleri
Ett exempel på fjäril och minerande larv, här vårtbjörksdvärgmal, Ectoedemia occultella.

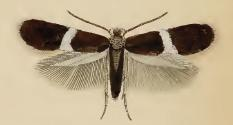
Vårtbjörksdvärgmal, fjäril.
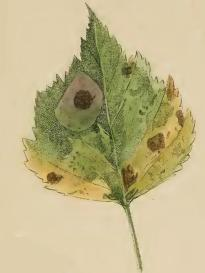
Björklöv med minor av vårtbjörksdvärgmal.
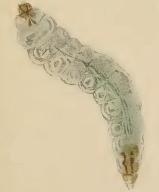
Larv av vårtbjörksdvärgmal.